# 施劳伯塔尔
施劳伯塔尔（德語：Schlaubetal）是德国勃兰登堡州的市镇，隶属于奥得-施普雷县，总面积为52.56平方千米，截至2020年总人口为1840人。